# Освајачи медаља на европским првенствима у атлетици на отвореном — бацање кугле за мушкарце
Освајачи медаља на Европским првенствима у атлетици на отвореном у дисциплини бацања кугле у мушкој конкуренцији, која је на програму од првог Европског првенства у Торину 1934., приказани су у следећој табели са постигнутим резултатима, рекордима и билансом освојених медаља по земљама и појединачно у овој дисциплини. Резултати су приказни у метрима.
Најуспешнији појединац после 24 Европска првенства је Давид Шторл из Немачке са 4 освојене медаље од који су 3 златне и 1 бронзана. Код земаља најспешнја је Источна Немачка са укупно 13 медаља од којих је 6 златних, 4 сребрне и 3 бронзане.
Рекорд Европских првенстава на отвореном држи Леонардо Фабри из Италије са 22,45 метра који је постигао у финалу бацања кугле на Европском првенству у Риму 2024.

## Освајачи медаља на Европским првенствима на отвореном
| Европско првенство      |                                    | Резултат  |                                          | Резултат  |                                  | Резултат |
| Торино 1934. детаљи     | Арнолд Видинг · Естонија           | 15,19 РЕП | Ристо Кунтси · Финска                    | 15,19 РЕП | Франтишек Дуда · Чехословачка    | 15,18    |
| Париз 1938. детаљи      | Александер Клек · Естонија         | 15,83 РЕП | Герхард Штек Немачка                     | 15,59     | Ханс Велке Немачка               | 15,52    |
| Осло 1946 детаљи        | Гунар Хусеби · Исланд              | 15,56     | Дмитриј Горјанов · Совјетски Савез       | 15,25     | Ирје Лехтила · Финска            | 15,23    |
| Брисел 1950 детаљи      | Гунар Хусеби · Исланд              | 16,74 РЕП | Анђоло Профети · Италија                 | 15,16     | Ото Григалка · Совјетски Савез   | 15,14    |
| Берн 1954, детаљи       | Јиржи Скобла · Чехословачка        | 17,20 РЕП | Ото Григалка · Совјетски Савез           | 16,69     | Хејно Хејнасте · Совјетски Савез | 16,27    |
| Стокхолм 1958, детаљи   | Артур Роув · Уједињено Краљевство  | 17,78 РЕП | Виктор Липснис · СССР                    | 17,47     | Јиржи Скобла · Чехословачка      | 17,12    |
| Београд 1962. детаљи    | Вилмош Варју · Мађарска            | 19,02 РЕП | Виктор Липснис · Совјетски Савез         | 18,38     | Алфред Сосгорник · Пољска        | 18,28    |
| Будимпешта 1966. детаљи | Вилмош Варју · Мађарска            | 19,43 РЕП | Николај Карасев · Совјетски Савез        | 18,82     | Владислав Комар · Пољска         | 18,68    |
| Атина 1969. детаљи      | Дитер Хофман · Источна Немачка     | 20,12 РЕП | Хајнц Јоахим Ротенбург · Источна Немачка | 20,05     | Ханс Петер Гис · Источна Немачка | 19,78    |
| Хелсинки 1971. детаљи   | Хартмут Бризеник · Источна Немачка | 21,08 РЕП | Хајнц Јоахим Ротенбург · Источна Немачка | 20,47     | Владислав Комар · Пољска         | 20,04    |
| Рим 1974. детаљи        | Хартмут Бризеник · Источна Немачка | 20,50     | Ралф Рајхенбах · Западна Немачка         | 20,38     | Џеф Кејпс · Уједињено Краљевство | 19,78    |
| Праг 1978. детаљи       | Удо Бајер · Источна Немачка        | 21,08 РЕП | Александар Баришњиков · Совјетски Савез  | 20,68     | Вофганг Шмит · Источна Немачка   | 20,30    |
| Атина 1982. детаљи      | Удо Бајер · Источна Немачка        | 21,50 РЕП | Јанис Бојарс · Совјетски Савез           | 20,81     | Ремигиус Махура · Чехословачка   | 20,59    |
| Штутгарт 1986. детаљи   | Вернер Гинтер · Швајцарска         | 22,22 РЕП | Улф Тимерман · Источна Немачка           | 21,84     | Удо Бајер · Источна Немачка      | 21,74    |
| Сплит 1990. детаљи      | Улф Тимерман · Источна Немачка     | 21,32     | Оливер Свен Будер · Источна Немачка      | 21,01     | Георг Андерсен · Норвешка        | 20,71    |
| Хелвинки 1994. детаљи   | Александар Клименко · Украјина     | 20,78     | Александар Багач · Украјина              | 20,34     | Роман Вијарстјук · Украјина      | 19,59    |
| Будимпршта 1998. детаљи | Александар Багач · Украјина        | 21,17     | Оливер-Свен Будер · Немачка              | 20,98     | Јуриј Билоног · Украјина         | 20.02    |
| Минхен 2002. детаљи     | Јуриј Билоног · Украјина           | 21,37     | Јоахим Олсен · Данска                    | 21,16     | Ралф Бартелс · Немачка           | 20,58    |
| Гетеборг 2006. детаљи   | Ралф Бартелс · Немачка             | 21,13     | Јоахим Олсен · Данска                    | 21,09     | Рутгер Смит · Холандија          | 20,90    |
| Барселона 2010. детаљи  | Томаш Мајевски · Пољска            | 21,00     | Ралф Бартелс · Немачка                   | 20,93     | Марис Уртанс · Летонија          | 20,72    |
| Хелсинки 2012. детаљи   | Давид Шторл · Немачка              | 21,58     | Рутгер Смит · Холандија                  | 20,55     | Асмир Колашинац · Србија         | 20,36    |
| Цирих 2014. детаљи      | Давид Шторл · Немачка              | 21,41     | Борха Вивас · Шпанија                    | 29,86     | Томаш Мајевски · Пољска          | 20,83    |
| Амстердам 2016. детаљи  | Давид Шторл · Немачка              | 21,31     | Михал Харатик · Пољска                   | 21,19     | Ценко Арнаудов · Португалија     | 20,59    |
| Берлин 2018. детаљи     | Михал Харатик · Пољска             | 21,72     | Конрад Буковјецки · Пољска               | 21,66     | Давид Шторл · Немачка            | 21,41    |
| Минхен 2022 детаљи      | Филип Михаљевић · Хрватска         | 21,88     | Армин Синанчевић · Србија                | 21,39     | Томаш Станек · Чешка             | 21,26    |
| Рим 2024 детаљи         | Леонардо Фабри · Италија           | 22,45 РЕП | Филип Михаљевић · Хрватска               | 21,20     | Михал Харатик · Пољска           | 20,94    |
| Бирмингем 2026          |                                    |           |                                          |           |                                  |          |

| #   | Држава               |    |    |    |    |
| --- | -------------------- | -- | -- | -- | -- |
| 1.  | Источна Немачка      | 6  | 4  | 3  | 13 |
| 2.  | Немачка              | 4  | 2  | 2  | 8  |
| 3.  | Украјина             | 3  | 1  | 2  | 6  |
| 4.  | Пољска               | 2  | 2  | 5  | 9  |
| 5.  | Естонија             | 2  | 0  | 0  | 2  |
| 5.  | Исланд               | 2  | 0  | 0  | 2  |
| 5.  | Мађарска             | 2  | 0  | 0  | 2  |
| 8.  | Хрватска             | 1  | 1  | 0  | 2  |
| 8.  | Италија              | 1  | 1  | 0  | 2  |
| 10. | Чехословачка         | 1  | 0  | 3  | 4  |
| 11. | Уједињено Краљевство | 1  | 0  | 1  | 2  |
| 12. | Швајцарска           | 1  | 0  | 0  | 1  |
| 13. | Совјетски Савез      | 0  | 7  | 2  | 9  |
| 14. | Данска               | 0  | 2  | 0  | 2  |
| 15. | Финска               | 0  | 1  | 1  | 2  |
| 15. | Холандија            | 0  | 1  | 1  | 2  |
| 15. | Немачка              | 0  | 1  | 1  | 2  |
| 15. | Србија               | 0  | 1  | 1  | 2  |
| 19. | Шпанија              | 0  | 1  | 0  | 1  |
| 19. | Западна Немачка      | 0  | 1  | 0  | 1  |
| 21. | Летонија             | 0  | 0  | 1  | 1  |
| 21. | Норвешка             | 0  | 0  | 1  | 1  |
| 21. | Шпанија              | 0  | 0  | 1  | 1  |
| 21. | Чешка                | 0  | 0  | 1  | 1  |
|     | Укупно (24)          | 26 | 26 | 26 | 78 |

|     | Атлетичар              | Земља           |   |   |   |   |
| --- | ---------------------- | --------------- | - | - | - | - |
| 1.  | Давид Шторл            | Немачка         | 3 | 0 | 1 | 4 |
| 2.  | Удо Бајер              | Источна Немачка | 2 | 0 | 1 | 3 |
| 3.  | Хартмут Бризеник       | Источна Немачка | 2 | 0 | 0 | 2 |
| 3.  | Гунар Хусеби           | Исланд          | 2 | 0 | 0 | 2 |
| 3.  | Вилмош Варју           | Мађарска        | 2 | 0 | 0 | 2 |
| 6.  | Ралф Балтерс           | Немачка         | 1 | 1 | 1 | 3 |
| 6.  | Михал Харатик          | Пољска          | 1 | 1 | 1 | 3 |
| 8.  | Александар Багач       | Украјина        | 1 | 1 | 0 | 2 |
| 8.  | Улф Тимерман           | Источна Немачка | 1 | 1 | 0 | 2 |
| 8.  | Филип Михаљевић        | Хрватска        | 1 | 1 | 0 | 2 |
| 11. | Јуриј Билоног          | Украјина        | 1 | 0 | 1 | 2 |
| 11. | Томаш Мајевски         | Пољска          | 1 | 0 | 1 | 2 |
| 11. | Јиржи Скобла           | Чехословачка    | 1 | 0 | 1 | 2 |
| 14. | Виктор Липснис         | Совјетски Савез | 0 | 2 | 0 | 2 |
| 14. | Јоахим Олсен           | Данска          | 0 | 2 | 0 | 2 |
| 14. | Хајнц Јоахим Ротенбург | Источна Немачка | 0 | 2 | 0 | 2 |
| 17. | Ото Григалка           | Совјетски Савез | 0 | 1 | 1 | 2 |
| 18. | Владислав Комар        | Пољска          | 0 | 0 | 2 | 2 |